# Cyrtodactylus sumuroi
Cyrtodactylus sumuroi es una especie de gecos de la familia Gekkonidae.

## Distribución geográfica
Es endémica de la isla de Sámar (Filipinas).